# Lignite
Lignite és una població dels Estats Units a l'estat de Dakota del Nord. Segons el cens del 2000 tenia 174 habitants.

## Demografia
Segons el cens del 2000, Lignite tenia 174 habitants, 85 habitatges, i 57 famílies. La densitat de població era de 479,9 hab./km².
Dels 85 habitatges en un 22,4% hi vivien nens de menys de 18 anys, en un 54,1% hi vivien parelles casades, en un 8,2% dones solteres, i en un 31,8% no eren unitats familiars. En el 30,6% dels habitatges hi vivien persones soles el 16,5% de les quals corresponia a persones de 65 anys o més que vivien soles. El nombre mitjà de persones vivint en cada habitatge era de 2,05 i el nombre mitjà de persones que vivien en cada família era de 2,48.
Per edats la població es repartia de la següent manera: un 17,2% tenia menys de 18 anys, un 4,6% entre 18 i 24, un 19,5% entre 25 i 44, un 37,9% de 45 a 60 i un 20,7% 65 anys o més.
L'edat mediana era de 48 anys. Per cada 100 dones de 18 o més anys hi havia 94,6 homes.
La renda mediana per habitatge era de 20.833 $ i la renda mediana per família de 33.750 $. Els homes tenien una renda mediana de 37.917 $ mentre que les dones 11.607 $. La renda per capita de la població era de 15.346 $. Entorn del 5,6% de les famílies i l'11,4% de la població estaven per davall del llindar de pobresa.

## Poblacions més properes
El següent diagrama mostra les poblacions més properes.